# Spelling bee
Spelling bee (tạm dịch "cuộc thi đánh vần") là một cuộc thi trong đó các thí sinh, thông thường là thiếu niên, được yêu cầu đánh vần đúng các từ tiếng Anh đưa ra. Ban giám khảo đọc một chữ nào đó, thí sinh có quyền đặt các câu hỏi liên quan đến từ (như các cách đọc khác nhau, định nghĩa, nguồn gốc từ, từ loại, ví dụ), sau đó thí sinh phải đánh vần đúng từ đó. Ý tưởng tổ chức cuộc thi dạng này xuất phát từ Mỹ, và thường được coi là một phong tục riêng của Mỹ; một trong các lý do có thể là vì tiếng Anh là một ngôn ngữ có chính tả đặc biệt phức tạp và bất quy tắc.